# Шарль Н'Зогбія
Шарль Н'Зогбія (фр. Charles N'Zogbia, нар. 28 травня 1986, Арфлер) — французький футболіст, захисник, півзахисник, останнім клубом якого була «Астон Вілла».
Виступав за англійські клуби «Ньюкасл Юнайтед», «Віган Атлетік» та «Астон Вілла», а також національну збірну Франції.

## Клубна кар'єра
Народився 28 травня 1986 року в місті Арфлер. Розпочав свою кар'єру в академії клубу «Гавр». В 17-річному віці був помічений скаутом футбольного клубу «Ньюкасл Юнайтед», Чарлі Вудсом, який запросив його на перегляд до клубу. Після місячного перегляду, в якому тренери «Ньюкасла» залишилися задоволені футболістом, йому був запропонований контракт. Однак, підписання молодого футболіста викликало суперечку — «Гавру» він належав згідно з юнацькому контрактом, тому «сороки» хотіли підписати його безкоштовно, згідно з правила вільного трансферу.

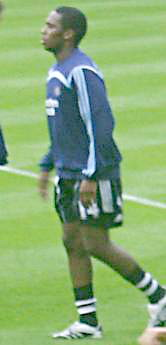
Шарль Н'Зогбія перед матчем за «Ньюкасл Юнайтед». 28 липня 2007 року

Після довгих переговорів, в яких «Гавр» погрожував подати до Спортивного Арбітражного Суду, «Ньюкасл» все ж погодився заплатити французькому клубу 250 тис. фунтів. Офіційно його трансфер був зареєстрований 2 вересня 2004 року. Він став останнім гравцем, якого підписав сер Боббі Робсон.
В складі «Ньюкасла» Шарль провів п'ять сезонів, взявши участь у 118 матчах чемпіонату. Більшість часу, проведеного у складі «Ньюкасл Юнайтед», був основним гравцем команди. У грудні 2008 року Н'Зогбія заявив про своє бажання залишити клуб в зимове трансферне вікно.  29 січня 2009 року після поразки з рахунком 1:2 від «Манчестер Сіті», тодішній головний тренер «Ньюкасл Юнайтед» Джо Кіннір в післяматчевому інтерв'ю кілька разів неправильно вимовив прізвище футболіста, назвавши його Insomnia (рос. безсоння). Після цих слів розлючений Шарль зажадав трансферу від клуба. Вибачившись перед фанатами, він заявив що більше ніколи не зіграє за клуб, поки головним тренером є Кіннір. 
30 січня, в останні години трансферного вікна, футболіст за 6 млн. фунтів перейшов в «Віган Атлетік», з яким підписав контракт на 3,5 роки. В зворотньому напрямку відправився лівий захисник «Вігана» Раян Тейлор.. В новій команді французький вінгер відразу став основним гравцем, зігравши за 2,5 сезони 90 матчів в усіх турнірах і забив 18 голів, а також був названий найкращим гравцем сезону 2009/10. Влітку 2011 року президент «Вігана» Дейв Вілан заявив, що клубу доведеться продати Н'Зогбія, оскільки в нього залигається останній рік його контракту, а новий він укладати не хоче. 
29 липня 2011 року французький футболіст за 9,5 млн. фунтів перейшов в «Астон Віллу», підписавши п'ятирічний контракт. Відтоді встиг відіграти за команду з Бірмінгема 57 матчів в національному чемпіонаті. 2016 року сторони припинили співпрацю.

## Виступи за збірні
Протягом 2007–2009 років залучався до складу молодіжної збірної Франції. На молодіжному рівні зіграв у 13 офіційних матчах.
11 серпня 2010 року дебютував в офіційних матчах у складі національної збірної Франції в товариській грі проти збірної Норвегії. Шарль вийшов в основі, проте в перерві був замінений на Хатема Бен Арфа, а французи в підсумку поступились 1:2. Наступний раз вийшов у футболці збірної майже через рік, 9 червня 2011 року в товариському матчі проти збірної Польщі, який також розпочав в основі, а на 73 хвилині був замінений на Лоїка Ремі.
Наразі провів у формі головної команди країни 2 матчі.

## Статистика виступів

### Статистика клубних виступів
Станом на 21 листопада 2015 року
| Сезон                       | Команда                     | Чемпіонат                   | Чемпіонат | Чемпіонат | Національний кубок | Національний кубок | Національний кубок | Континентальні кубки | Континентальні кубки | Континентальні кубки | Інші змагання | Інші змагання | Інші змагання | Усього | Усього |
| Сезон                       | Команда                     | Ліга                        | Ігор      | Голів     | Ліга               | Ігор               | Голів              | Ліга                 | Ігор                 | Голів                | Ліга          | Ігор          | Голів         | Ігор   | Голів  |
| --------------------------- | --------------------------- | --------------------------- | --------- | --------- | ------------------ | ------------------ | ------------------ | -------------------- | -------------------- | -------------------- | ------------- | ------------- | ------------- | ------ | ------ |
| 2004-05                     | «Ньюкасл Юнайтед»           | ПЛ                          | 14        | 0         | КА+КЛ              | 0+0                | 0+0                | КУЄФА                | 3                    | 0                    |               | —             | —             | 17     | 0      |
| 2005-06                     | «Ньюкасл Юнайтед»           | ПЛ                          | 32        | 5         | КА+КЛ              | 1+0                | 0+0                |                      | —                    | —                    |               | —             | —             | 33     | 5      |
| 2006-07                     | «Ньюкасл Юнайтед»           | ПЛ                          | 22        | 0         | КА+КЛ              | 1+0                | 0+0                | КУЄФА                | 7                    | 0                    |               | —             | —             | 30     | 0      |
| 2007-08                     | «Ньюкасл Юнайтед»           | ПЛ                          | 32        | 3         | КА+КЛ              | 3+1                | 0+0                |                      | —                    | —                    |               | —             | —             | 36     | 3      |
| 2008-09                     | «Ньюкасл Юнайтед»           | ПЛ                          | 18        | 1         | КА+КЛ              | 2+2                | 0+0                |                      | —                    | —                    |               | —             | —             | 22     | 1      |
| Усього за «Ньюкасл Юнайтед» | Усього за «Ньюкасл Юнайтед» | Усього за «Ньюкасл Юнайтед» | 118       | 9         |                    | 10                 | 0                  |                      | 10                   | 0                    |               |               |               | 138    | 9      |
| 2008-09                     | «Віган Атлетік»             | ПЛ                          | 13        | 1         | КА+КЛ              | 0+0                | 0+0                |                      | —                    | —                    |               | —             | —             | 13     | 1      |
| 2009-10                     | «Віган Атлетік»             | ПЛ                          | 36        | 5         | КА+КЛ              | 3+0                | 2+0                |                      | —                    | —                    |               | —             | —             | 39     | 7      |
| 2010-11                     | «Віган Атлетік»             | ПЛ                          | 34        | 9         | КА+КЛ              | 0+4                | 0+1                |                      | —                    | —                    |               | —             | —             | 38     | 10     |
| Усього за «Віган Атлетік»   | Усього за «Віган Атлетік»   | Усього за «Віган Атлетік»   | 83        | 15        |                    | 7                  | 3                  |                      |                      |                      |               |               |               | 90     | 18     |
| 2011-12                     | «Астон Вілла»               | ПЛ                          | 30        | 2         | КА+КЛ              | 0+2                | 0+0                |                      | —                    | —                    |               | —             | —             | 32     | 2      |
| 2012-13                     | «Астон Вілла»               | ПЛ                          | 21        | 2         | КА+КЛ              | 2+5                | 0+1                |                      | —                    | —                    |               | —             | —             | 28     | 2      |
| 2013-14                     | «Астон Вілла»               | ПЛ                          | —         | —         |                    | —                  | —                  |                      | —                    | —                    |               | —             | —             | —      | —      |
| 2014-15                     | «Астон Вілла»               | ПЛ                          | 27        | 0         |                    | 4                  | 0                  |                      | —                    | —                    |               | —             | —             | 31     | 0      |
| 2015-16                     | «Астон Вілла»               | ПЛ                          | 2         | 0         |                    | —                  | —                  |                      | —                    | —                    |               | —             | —             | 2      | 0      |
| Усього за «Астон Віллу»     | Усього за «Астон Віллу»     | Усього за «Астон Віллу»     | 80        | 4         |                    | 13                 | 1                  |                      |                      |                      |               |               |               | 91     | 5      |
| Усього за кар'єру           | Усього за кар'єру           | Усього за кар'єру           | 281       | 28        |                    | 36                 | 4                  |                      | 10                   | 0                    |               |               |               | 338    | 32     |